# Veikko Lommi
Veikko Lommi   (Vehkalahti, 7 de novembre de 1917 - Kotka, 20 de juny de 1989) fou un remer finlandès que va competir durant les dècades de 1940 i 1950.
Lommi s'inicià en l'esquí, arribant a sent setè en el Campionat del Món júnior de 1938, però posteriorment optà pel rem.
El 1948 va prendre part en els Jocs Olímpics d'Estiu de Londres, on quedà eliminat en sèries en la prova del quatre amb timoner del programa de rem. Quatre anys més tard, als Jocs de Hèlsinki, guanyà la medalla de bronze en la prova del quatre sense timoner del programa de rem. Formà equip amb Kauko Wahlsten, Oiva Lommi i Lauri Nevalainen, en el que fou la primera medalla olímpica en rem de Finlàndia.
A banda d'aquest gran èxit internacional Lommi va guanyar 12 campionats finlandesos entre el 1940 i 1952.